# Giorgio Forliano
Giorgio Forliano (* 20. Oktober 1978 in Berlin) ist ein deutscher Rechtsanwalt und Schauspieler.

## Leben
Der Jurist träumte als Kind davon, einmal Fußballprofi zu werden. Der gebürtige Berliner mit italienischen Wurzeln studierte nach seinem Abitur Rechtswissenschaften an der Humboldt-Universität.
2009 wurde er zum Rechtsanwalt zugelassen und machte sich mit der Gründung seiner eigenen Kanzlei in Berlin selbstständig. Gemeinsam mit drei Kollegen, u. a. Rechtsanwalt Bernd Römer, gründete er die Kanzlei HEGEWERK Rechtsanwälte. Er unterstützt seine Mandanten vornehmlich in den Bereichen Straf-und Arbeitsrecht. Er hält außerdem Vorträge an Oberschulen, in denen es um seinen Anwaltsberuf geht.

## Filmografie
- 2013–2015: Anwälte im Einsatz